# A Day at the Races (албум)
A Day at the Races је други студијски албум британске рок групе Квин, објављен 10. децембра 1976. године. Албум је у Уједињеном Краљевству објавила кућа ЕМИ рекордс, док је у САД то урадила кућа Електра рекордс. Ово је први Квинов албум који су сами продуцирали, те први у коме се није појавио продуцент Рој Томас Бејкер. Као и претходни албум, A Night at the Opera, A Day at the Races је добио име по филму браће Маркс, а деле и сличан омот и еклектичне музичке теме.
Албум је достигао прво место на топ листама у Уједињеном Краљевству, Јапану и Холандији. Достигао је пето место на Билборд 200 топ листи. A Day at the Races је изгласан као 67. највећи албум свих времена у националној анкети Би-Би-Сија 2006. године. 

## Списак песама
| №  | Назив                   | Водећи вокали | Трајање |  |
| 1. | Tie Your Mother Down    |               | 4:48    |  |
| 2. | You Take My Breath Away |               | 5:09    |  |
| 3. | Long Away               | Брајан Меј    | 3:34    |  |
| 4. | The Millionaire Waltz   |               | 4:54    |  |
| 5. | You and I               |               | 3:25    |  |

| №               | Назив                                 | Водећи вокали              | Трајање |  |
| 6.              | Somebody to Love                      |                            | 4:56    |  |
| 7.              | White Man                             |                            | 4:59    |  |
| 8.              | Good Old-Fashioned Lover Boy          | Меркјури са Мајком Стоуном | 2:54    |  |
| 9.              | Drowse                                | Роџер Тејлор               | 3:45    |  |
| 10.             | Teo Torriatte (Let Us Cling Together) |                            | 5:50    |  |
| Укупно трајање: | Укупно трајање:                       | Укупно трајање:            | 44:04   |  |

| №               | Назив                | Трајање |  |
| 11.             | Tie Your Mother Down | 3:44    |  |
| 12.             | Somebody to Love     | 5:00    |  |
| Укупно трајање: | Укупно трајање:      | 52:48   |  |

| №               | Назив                                 | Трајање |  |
| 1.              | Tie Your Mother Down                  | 3:49    |  |
| 2.              | Somebody to Love                      | 7:57    |  |
| 3.              | You Take My Breath Away               | 3:07    |  |
| 4.              | Good Old-Fashioned Lover Boy          | 2:53    |  |
| 5.              | Teo Torriatte (Let Us Cling Together) | 4:47    |  |
| Укупно трајање: | Укупно трајање:                       | 22:33   |  |

| №  | Назив                   | Трајање |  |
| 6. | You Take My Breath Away |         |  |
| 7. | Tie Your Mother Down    |         |  |
| 8. | Somebody to Love        |         |  |

## Топ листе
| Топ листа (1976–77)                       | Позиција |
| ----------------------------------------- | -------- |
| Australian Kent Music Report Albums Chart | 8        |
| Austrian Albums Chart                     | 8        |
| Canadian RPM Albums Chart                 | 4        |
| Dutch Mega Albums Chart                   | 1        |
| Japanese Oricon LP Chart                  | 1        |
| New Zealand Albums Chart                  | 11       |
| Norwegian VG-lista Albums Chart           | 3        |
| Swedish Albums Chart                      | 8        |
| UK Albums Chart                           | 1        |
| Билборд 200                               | 5        |
| West German Media Control Albums Chart    | 10       |

| Топ листа (1977)        | Позиција |
| ----------------------- | -------- |
| Australian Albums Chart | 45       |
| Canadian Albums Chart   | 38       |
| Japanese Albums Chart   | 24       |
| UK Albums Chart         | 45       |